# كارل برونر
كارل برونر (بالإنجليزية: Karl Brunner)‏ (و. 1916 – 1989 م) هو عالم اقتصاد، من سويسرا، ولد في زيورخ، توفي في روتشستر، عن عمر يناهز 73 عاماً.

## التعليم
تعلم في كلية لندن للاقتصاد، وجامعة زيورخ.

## مناصب وهيئات
أدار جامعة روتشستر.

## جوائز
حصل على جوائز منها:
- جائزة آدم سميث  [لغات أخرى]‏ (1984).